# Johann Adolf Hasse
Johann Adolf Hasse (Bergedorf, 25 marzo 1699 – Venezia, 16 dicembre 1783) è stato un compositore tedesco.
Fece dell'Italia la sua patria di elezione, dove veniva soprannominato "il caro sassone".

## Biografia
I genitori lo avevano destinato allo studio della musica, ed egli vi fece progressi talmente rapidi che a tredici anni fu già in grado di entrare come tenore tra i cantanti del teatro operistico di Amburgo: il giovane impiegava la sua voce con una infinita maestria e con altrettanta arte. Univa a questo talento naturale quello di clavicembalista, che possedeva a un grado ancora superiore. A quel tempo il compositore teatrale era Reinhard Keiser (in seguito le sue opere saranno un vero e proprio modello per quelle di Hasse). Nel 1722 il poeta della corte di Polonia a Dresda, Johann Ulrich von König, che si era dichiarato suo protettore, lo mise a sovrintendere agli spettacoli del duca di Brunswick. A diciotto anni Hasse fece eseguire nella medesima cittadina la sua prima opera, l'Antigone, che ottenne un discreto successo.
Poco soddisfatto di questo saggio e consapevole di quanto ancora gli restasse da apprendere riguardo alla scienza dell'armonia, prese congedo dal duca e partì per l'Italia nel 1724. Il celebre compositore Nicola Porpora teneva allora scuola a Napoli: Hasse si indirizzò dapprima a lui, ma l'ormai anziano Alessandro Scarlatti attirò ben presto la sua attenzione. Le scarse risorse finanziarie di Hasse non gli permisero di entrare tra i suoi allievi: tuttavia i due si incontrarono per caso, ed egli rimase compiaciuto dalla modestia e dagli sguardi del giovane, accettando quindi di prenderlo sotto la sua tutela musicale. Hasse, nel 1725, compose per un ricco banchiere la serenata Marc'Antonio e Cleopatra che fu molto bene accolta, e che gli valse l'incarico per un'opera da rappresentare al teatro reale di Napoli. Due anni dopo fu nominato maestro di cappella del Conservatorio degli incurabili di Venezia, e fu proprio là che conobbe la celebre cantante Faustina Bordoni, tanto raccomandabile per la bellezza della sua voce, che divenne poi sua sposa.
Compose in questa città l'Artaserse e il Miserere, considerato come uno tra i maggiori capolavori della musica sacra. La reputazione di Hasse raggiunse ben presto la Germania: la corte di Polonia lo chiamò nel 1731 con un ingaggio di dodicimila talleri per lui e per Faustina. Qui, a Dresda, fece eseguire l'Alessandro nell'Indie, che rimase in cartellone per diverse settimane. Hasse tornò in seguito in Italia, facendo tappa a Milano, a Roma e in città in cui aveva già vissuto, quali Napoli e Venezia. Fu in questo periodo che i dissapori esistenti a Londra tra Georg Friedrich Händel e i direttori dell'Opera della Nobiltà causarono una scissione: Carlo Broschi (detto "Farinelli") e il Senesino si unirono a questi ultimi, ma avevano bisogno di un maestro di musica. Chiamarono prima Porpora, poi Hasse. Quest'ultimo, malgrado il successo che ottenne, nel 1740 lasciò l'Inghilterra, tornando a Dresda e prendendovi dimora stabile.
Federico II di Prussia, entrandovi da vincitore nella campagna del 1745, volle ascoltare un'opera di Hasse. Ne fu talmente soddisfatto che gli inviò mille talleri e una borsa di diamanti. Hasse perse la voce nel 1755 e nell'assedio di Dresda da parte dei prussiani ebbe a dolersi di un'altra sventura ancor più grande, ossia la perdita di tutti i suoi manoscritti. Nel 1763 la corte di Dresda, avendo approvato tutta una serie di grandi cambiamenti, mise da parte Hasse e la sua consorte. Egli ne provò un dolore tale che lasciò Dresda e si diresse a Vienna, dove compose diverse opere. Il suo decesso avvenne a Venezia, quando il compositore aveva 84 anni. È sepolto insieme alla moglie nella chiesa di San Marcuola. Le sue ultime composizioni furono un Te Deum e un Requiem, che aveva destinato per sé medesimo e che aveva affidato a Joseph Schuster.

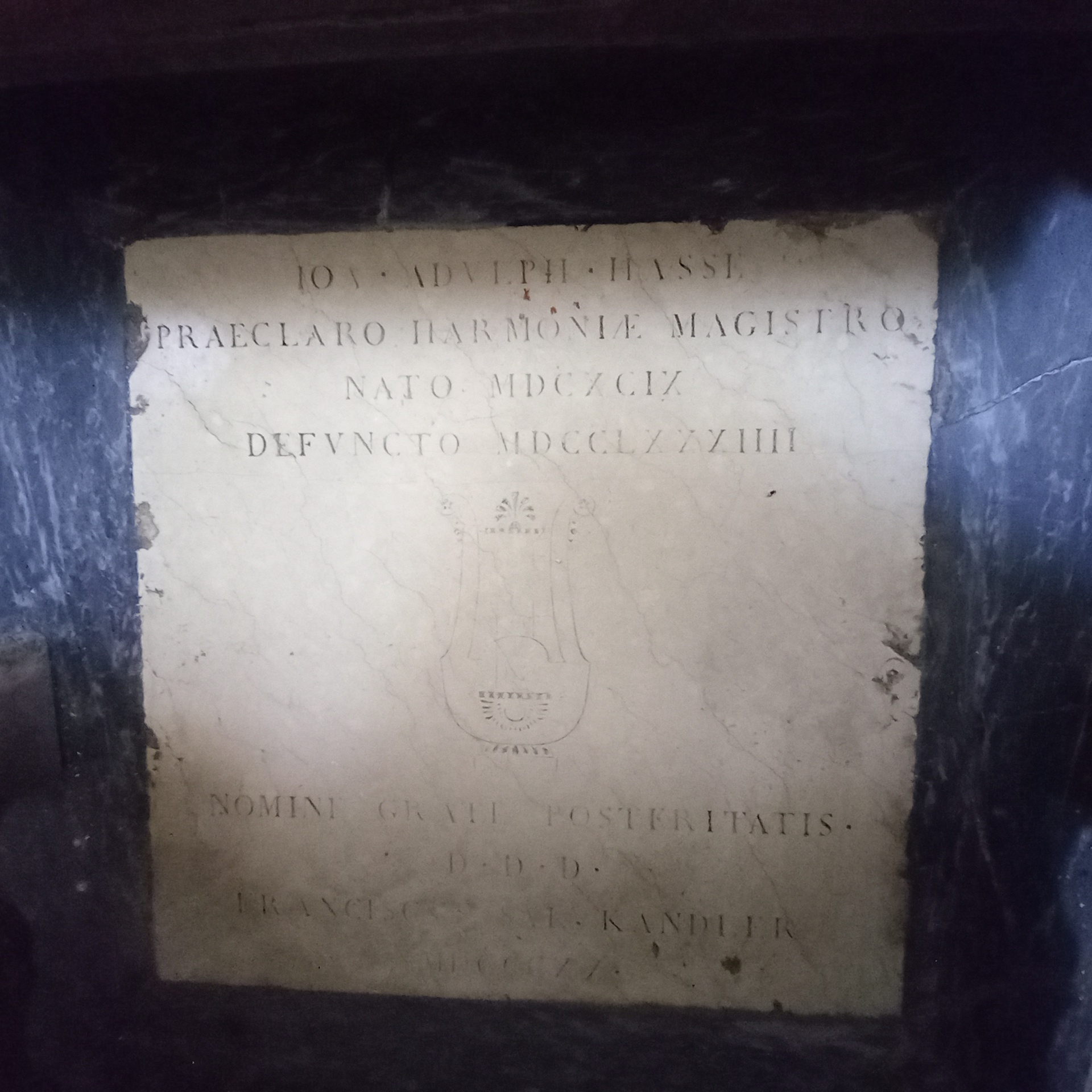
La tomba di Johann Adolf Hasse nella chiesa di San Marcuola a Venezia.

## Composizioni

### Opere
- Antioco (1721)
- Marc'Antonio e Cleopatra, serenata (Napoli, settembre 1725)
- Sesostrate (Napoli, 1726)
- Astarto (Napoli, 1726)
- Gerone, tiranno di Siracusa (Napoli, 1727)
- Attalo, re di Bitinia (Napoli, maggio 1728)
- Ulderica (Napoli, 1729)
- Tigrane (Napoli, 4 novembre 1729)
- Ezio (1730)
- Artaserse (Venezia, 11 febbraio 1730)   Se del fiumeⓘ
- Dalisa su libretto di Domenico Lalli (Venezia, Teatro San Samuele 1730)
- Arminio (Milano, Teatro Regio Ducale 28 agosto 1730)
- Cleofide, con Domenico Annibali e Faustina Bordoni (Dresda, 13 settembre 1731) ripresa poi col nome di Alessandro nell'Indie
- Catone in Utica (Torino, 26 dicembre 1731)
- Cajo Fabrizio (Roma, 12 gennaio 1732)
- Demetrio (Venezia, 10 febbraio 1732)
- Euristeo (Venezia, Teatro Grimani 21 maggio 1732)
- Issipile (Napoli, 1 ottobre 1732)
- Siroe, re di Persia su libretto di Pietro Metastasio, con Faustina Bordoni-Hasse, Farinelli e Gaetano Majorano (Bologna, Teatro Malvezzi 2 maggio 1733)
- Tito Vespasiano su libretto del Metastasio (Pesaro, 1735)
- Senocrita (1737)
- Atalanta (1737)
- Asteria (Dresda, 3 agosto 1737)
- Irene (1738)
- Alfonso (1738)
- Viriate (Venezia, 1739)
- Numa (1741)
- Lucio Papirio (1742)
- L'asilo d'amore su libretto di Pietro Metastasio (1742)
- Didone abbandonata (1742)
- Antigono (1743)
- Ipermestra (Vienna, 8 gennaio 1744)
- Semiramide riconosciuta, con Giovanna Astrua e Gaetano Majorano (Napoli, Teatro San Carlo 1744)
- Arminio (1745)
- La spartana generosa (Dresda, 14 giugno 1747)
- Leucippo (Dresda, 1747)
- Demofoonte (Dresda, 9 febbraio 1748)
- Il Natale di Giove (1749)
- Attilio Regolo su libretto del Metastasio (Dresda, Hoftheater 12 gennaio 1750)
- Ciro riconosciuto (Dresda, 1751)
- Adriano in Siria (1752)
- Arminio (Dresda, 8 gennaio 1753)
- Solimano (Dresda, 5 febbraio 1753), su libretto di Giovanni Ambrogio Migliavacca (dall'omonima tragedia di Prospero Bonarelli)
- L'eroe cinese (1753) (Musica di Giuseppe Bonno)
- Artemisia (Dresda, 1754)
- Il re pastore (1755)
- L'Olimpiade (Dresda, 16 febbraio 1756)
- Nitteti (1758)
- Il sogno di Scipione (Varsavia, 1758)
- La clemenza di Tito su libretto del Metastasio, con Giovanni Carestini (Napoli, Teatro San Carlo 1759)
- Achille in Sciro su libretto del Metastasio, con Caterina Gabrielli (Napoli, Teatro San Carlo 4 novembre 1759)
- Alcide al bivio su libretto del Metastasio, diretta da Christoph Willibald Gluck con Caterina Gabrielli (Vienna, Burgtheater 8 ottobre 1760)
- Zenobia (Varsavia, 7 ottobre 1761)
- Il trionfo di Clelia su libretto del Metastasio con Gaetano Guadagni (Vienna, Burgtheater 27 aprile 1762)
- Egeria su libretto di Pietro Metastasio (1764)
- Romolo ed Ersilia (1765)
- Partenope (1767)
- Ruggiero (Milano, 16 ottobre 1771)

### Intermezzi
- Larinda e Vanesio (1726) (per Astarto)
- Porsugnacco e Grilletta (1727) (per Gerone, tiranno di Siracusa)
- Pantalone e Carlotta (1728) (per Attalo, re di Bitinia)
- La contadina (1728) (per Clitarco)
- La fantesca (1729) (per Ulderica)
- La serva scaltra (1729) (per Tigrane)
- Il tutore (1730) (per Ezio)
- Rimario e Grilantea (1730)
- Pimpinella e Marcantonio (per Numa) (1741)
- Il bevitore (1747)
- Il baron cespuglio (1747)
- La donna accorta (1751)
- Piramo e Tisbe, Intermezzo tragico (Vienna, novembre 1768)

### Concerti
- Concerto per violoncello, archi e basso continuo in Re maggiore
- Concerto per flauto, archi e basso continuo in Sol maggiore
- Concerto per flauto, archi e basso continuo in Re maggiore
- Concerto per flauto, archi e basso continuo in Do maggiore
- Concerto per flauto, archi e basso continuo in si minore
- Concerto per due flauti, archi e basso continuo in Sol maggiore
- Concerto per oboe, archi e basso continuo in Fa maggiore
- Concerto per mandolino, archi e basso continuo in Sol maggiore
- Concerto per organo, archi e basso continuo in Re maggiore